# Seznam představitelů Íránu
Seznam představitelů Íránu zahrnuje všechny íránské duchovní vůdce a prezidenty od vyhlášení republiky v roce 1979.

## Duchovní vůdci
| # | Obrázek | Jméno (narození–úmrtí)        | Nástup do úřadu  | Konec v úřadu  |
| - | ------- | ----------------------------- | ---------------- | -------------- |
| 1 |         | Rúholláh Chomejní (1902–1989) | 3. prosince 1979 | 3. června 1989 |
| 2 |         | Sajjid Alí Chameneí (* 1939)  | 4. června 1989   | úřadující      |

## Prezidenti
| #  | Obrázek | Jméno (narození–úmrtí)               | Nástup do úřadu   | Konec v úřadu     | Strana                                                                                      |
| -- | ------- | ------------------------------------ | ----------------- | ----------------- | ------------------------------------------------------------------------------------------- |
| 1  |         | Abú al-Hasan Baní Sadr (1933–2021)   | 4. února 1980     | 20. června 1981   | nestraník                                                                                   |
| 2  |         | Muhammad Alí Radžáí (1933–1981)      | 2. srpna 1981     | 13. října 1981    | Islámská republikánská strana                                                               |
| 3  |         | Sajjid Alí Chameneí (* 1939)         | 13. října 1981    | 3. srpna 1989     | Islámská republikánská strana (1981–1987) Sdružení bojujících duchovních (1981–1989)        |
| 4  |         | Akbar Hášemí Rafsandžání (1934–2017) | 3. srpna 1989     | 3. srpna 1997     | Sdružení bojujících duchovních                                                              |
| 5  |         | Muhammad Chátamí (* 1943)            | 3. srpna 1997     | 3. srpna 2005     | Sdružení bojujících duchovních                                                              |
| 6  |         | Mahmúd Ahmadínežád (* 1956)          | 3. srpna 2005     | 3. srpna 2013     | Společnost vyznavačů islámské revoluce (2005–2011) Islámská společnost inženýrů (2011–2013) |
| 7  |         | Hasan Rúhání (* 1948)                | 3. srpna 2013     | 3. srpna 2021     | Strana moderování a rozvoje                                                                 |
| 8  |         | Ebráhím Raísí (1960-2024)            | 3. srpna 2021     | 19. května 2024   | Sdružení bojujících duchovních                                                              |
| 9  |         | Mohammad Mokhber (* 1955)            | 19. května 2024   | 28. července 2024 | nestraník                                                                                   |
| 10 |         | Masúd Pezeškján (* 1954)             | 28. července 2024 | úřadující         | nestraník                                                                                   |